# جرمی (ترانه)
«جِرِمی» (به انگلیسی: Jeremy) تک‌آهنگی از پرل جم است که در سال ۱۹۹۲ میلادی منتشر شد. این ترانه موفق به کسب چهار جایزه از جوایز موزیک ویدئوی ام‌تی‌وی شد که یکی از آن‌ها بهترین ویدئو سال بود.

## جایگاه در چارت
جدول وارد شدهٔ غیرمجاز: هلندی۱۰۰|۵۹
| چارت (۱۹۹۲)                                              | بهترین جایگاه |
| -------------------------------------------------------- | ------------- |
| استرالیا (ای‌آرآی‌ای)                                      | ۶۸            |
| Canada Top Singles (RPM)                                 | ۳۲            |
| وارد کردن فیلد شناسه ترانه برای جدول‌های آلمان الزامی است | ۹۳            |
| ایرلند (IRMA)                                            | ۱۰            |
| نیوزیلند (ریکوردد میوزیک ان‌زد)                           | ۳۴            |
| تک‌آهنگ‌های بریتانیای کبیر (شرکت آفیشال چارتس)             | ۱۵            |
| آمریکا بیلبورد Mainstream Rock Tracks                    | ۵             |
| آمریکا بیلبورد ترانه‌های آلترنتیو                         | ۵             |
| چارت (۱۹۹۵)                                              | بهترین جایگاه |
| آمریکا ۱۰۰ آهنگ داغ بیلبورد                              | ۷۹            |